# Julius von Bernuth (Dirigent)
Julius von Bernuth (* 8. August 1830 in Rees; † 24. Dezember 1902 in Hamburg) war ein deutscher Komponist und Dirigent.

## Leben und Wirken

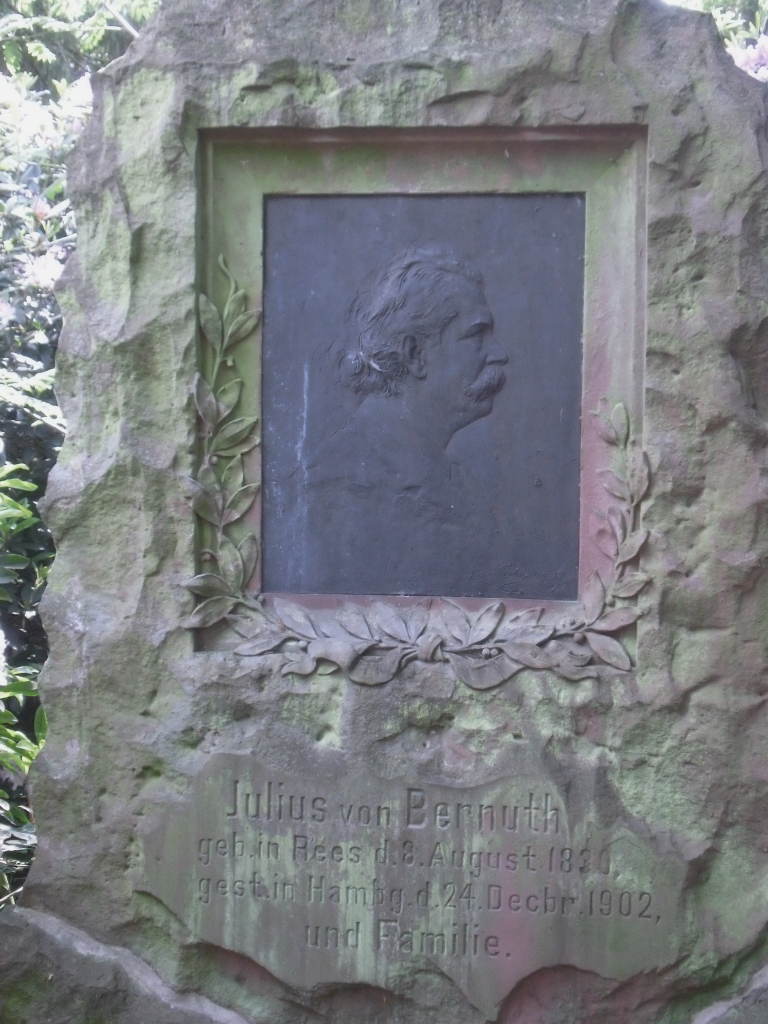
Grab von Julius von Bernuth auf dem Friedhof Ohlsdorf

Von Bernuth war der Sohn von Friedrich Heinrich von Bernuth (1789–1839) und Johanna van den Broek († 1845).
Nach dem Jurastudium erhielt er von 1854 bis 1856 eine musikalische Ausbildung am Leipziger Konservatorium. Er war von 1860 bis 1868 Dirigent der Leipziger Singakademie sowie im Jahr 1860 und von 1864 bis 1867 Musikdirektor der Leipziger Musikgesellschaft „Euterpe“. Von 1867 bis 1895 war er Leiter der Philharmonischen Konzerte in Hamburg und Leiter der Hamburger Singakademie sowie 1873 Gründer und erster Direktor des Hamburger Konservatoriums.
Sein Grab befindet sich auf dem Friedhof Ohlsdorf in Hamburg im Planquadrat AB 9 südlich von Kapelle 8.